# Osmund Bopearachchi

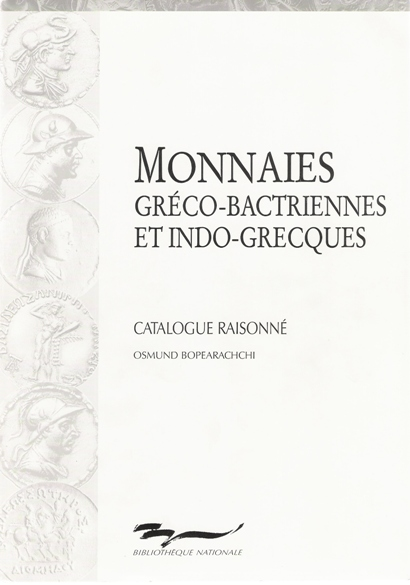
Monnaies Gréco-Bactriennes et Indo-Grecques, per Osmund Bopearachchi, 1991

Osmund Bopearachchi és un historiador i numismàtic especialitzat en monedes indogregues i de Bactriana. Nascut a Sri Lanka, va estudiar a França i va començar a treballar el 1983. El 1991 va publicar un extens treball (Monnaies gréco-bactriennes et indo-grecques. Catalogue raisonné) de 400 pàgines, que va esdevenir la referència en el seu camp; les seves conclusions es basaven en l'anàlisi numismàtic (lloc de trobada, gravats, monogrames, metal·lúrgia, estils), escriptures clàssiques i índies, i proves epigràfiques. El llibre va rebre el premi Mendel de recerca històrica el 1992.

## Llibres
- O. Bopearachchi, Monnaies gréco-bactriennes et indo-grecques, Catalogue raisonné, Bibliothèque Nationale, París, 1991, 459 pàgs., 69 planxes.
- O. Bopearachchi, Catalogue of Indo-Greek, Indo-Scythian and Indo-Parthian Coins of the Smithsonian Institution, Washington D.C., 1993, 140 pàgs., 41 pl.
- O. Bopearachchi & A. al-Rahman, Pre-Kushana Coins in Pakistan, Iftikhar Rasul IRM Associates (Pvt.) Ltd., Karachi, 1995. 237 pàgs., 76 pl.
- O. Bopearachchi & W. Pieper, Ancient Indian Coins, Brépols, Turnhout, Belgique, 1998, Indicopleustoi, vol. 11, 289 pàgs., 59 pl.
- O. Bopearachchi, Sylloge Nummorum Graecorum. Graeco-Bactrian and Indo-Greek Coins. The Collection of the American Numismatic Society, Part 9, New York, 1998, 94 pàgs, 76 pl.
- O. Bopearachchi & R.M. Wickremesinhhe, Ruhuna. An Ancient Civilisation Re-visited. Numismatic and Archaeological Evidence on Inland and Maritime Trade, 1999, Colombo, 140 pàgs, 3 mapes, 36 pl.
- O. Bopearachchi, An Indo-Greek and Indo-Scythian Coin Hoard from Bara (Pakistan), Seattle, 2003, 104 pàgs. 33 pl.
- O. Bopearachchi & Philippe Flandrin, Le Portrait d'Alexandre. Histoire d'une découverte pour l'humanité, Édition du Rocher, Monaco, 2005, 267 pàgs. 8 pl.
- O. Bopearachchi, The Pleasure Gardens of Sigiriya. A New Approach, Godage Book Emporium, Colombo, 2006. (Sinhalese translation, Godage Emporium, Colombo, 2008).